# Eungdaphara 1988
Eungdaphara 1988 (hangul: 응답하라 1988) – południowokoreański serial telewizyjny emitowany na antenie tvN. Serial był emitowany od 6 listopada 2015 roku do 16 stycznia 2016 roku, w piątki i soboty o 19:50, liczy 20 odcinków. Główne role odgrywają w nim Lee Hye-ri, Park Bo-gum, Go Kyung-pyo, Ryu Jun-yeol oraz Lee Dong-hwi.
Serial został napisany przez Lee Woo-junga i wyreżyserowany przez Shin Won-ho. Jest to trzeci serial z serii Eungdapara (kor. 응답하라). Otrzymał on uznanie zarówno krytyków, jak i publiczności dzięki finałowemu odcinkowi, który obejrzało 18,8% widowni w kraju, zajmując ówcześnie pierwsze miejsce w rankingu seriali koreańskiej telewizji kablowej.
Akcja serialu umiejscowiona jest w 1988 roku, skupia się wokół pięciu przyjaciół i ich rodzin mieszkających w tej samej dzielnicy Ssangmun-dong, w północnym Seulu.

## Obsada

### Główna
- Lee Hye-ri jako Sung Duk-seon/Sung Soo-yeon
- Park Bo-gum jako Choi Taek
- Go Kyung-pyo jako Sung Sun-woo
- Ryu Jun-yeol jako Kim Jung-hwan
- Lee Dong-hwi jako Ryu Dong-ryong

### W pozostałych rolach
Rodzina Sung
- Sung Dong-il jako Sung Dong-il, ojciec Duk-seon
- Lee Il-hwa jako Lee Il-hwa, matka Duk-seon
- Ryu Hye-young jako Sung Bo-ra, starsza siostra Duk-seon
- Choi Sung-won jako Sung No-eul, młodszy brat Duk-seon

Rodzina Kim
- Kim Sung-kyun jako Kim Sung-kyun, ojciec Jung-hwana
- Ra Mi-ran jako Ra Mi-ran, matka Jung-hwana
- Ahn Jae-hong jako Kim Jung-bong, starszy brat Jung-hwana

Rodzina Sun-woo
- Kim Sun-young jako Kim Sun-young, matka Sun-woo
- Kim Seol jako Sung Jin-joo, młodsza siostra Sun-woo

Mieszkańcy sąsiedztwa
- Choi Moo-sung jako Choi Moo-sung, ojciec Taeka
- Yoo Jae-myung jako Ryu Jae-myung, ojciec Dong-ryonga

Cameo
- Kim Young-ok jako babcia Duk-seon (odc. 2)
- Jung Won-joong jako starszy brat Dong-ila (odc. 2)
- Kim Su-ro jako właściciel sklepu z przekąskami (odc. 3)
- Lee Moon-se (aktor głosowy) jako radio DJ (odc. 6)
- Park Ji-yoon jako ankieterka telewizyjna (odc. 7)
- Park Jung-min jako chłopak Bo-ry (odc. 8)
- Kim Tae-hoon jako kardiochirurg (odc. 8)
- Lee Soo-kyung jako Lee Soo-kyung, dziewczyna No-eula (odc. 8)
- Jung Yoo-min jako przyjaciółka Bo-ry (odc. 8)
- Jung Hae-in jako Ho-young, przyjaciel Deok-sun z gimnazjum (odc. 13)
- Shin Young-jin jako matka przewodniczącego klasy (odc. 14)
- Jung Woo jako Trash (odc. 18)
- Go Ara jako Sung Na-Jung (odc. 18)

## Nagrody i nominacje
| Rok  | Ceremonia                             | Kategoria                        | Nominowany                    | Wynik     |
| ---- | ------------------------------------- | -------------------------------- | ----------------------------- | --------- |
| 2016 | 16th Top Chinese Music Awards         | Najlepszy międzynarodowy artysta | Park Bo-gum                   | Wygrana   |
| 2016 | 52. Baeksang Arts Awards              | Najlepszy serial                 | Eungdaphara 1988              | Nominacja |
| 2016 | 52. Baeksang Arts Awards              | Najlepszy reżyser (TV)           | Shin Won-ho                   | Wygrana   |
| 2016 | 52. Baeksang Arts Awards              | Najlepsza aktorka (TV)           | Ra Mi-ran                     | Nominacja |
| 2016 | 52. Baeksang Arts Awards              | Najlepszy nowy aktor (TV)        | Ryu Jun-yeol                  | Wygrana   |
| 2016 | 52. Baeksang Arts Awards              | Najlepszy nowy aktor (TV)        | Ahn Jae-hong                  | Nominacja |
| 2016 | 52. Baeksang Arts Awards              | Najlepszy nowy aktor (TV)        | Lee Dong-hwi                  | Nominacja |
| 2016 | 52. Baeksang Arts Awards              | Najlepsza nowa aktorka (TV)      | Ryu Hye-young                 | Nominacja |
| 2016 | 52. Baeksang Arts Awards              | Najlepsza nowa aktorka (TV)      | Lee Hye-ri                    | Nominacja |
| 2016 | 52. Baeksang Arts Awards              | Najlepszy scenariusz (TV)        | Lee Woo-jung                  | Nominacja |
| 2016 | 52. Baeksang Arts Awards              | Najpopularniejszy aktor (TV)     | Park Bo-gum                   | Nominacja |
| 2016 | 52. Baeksang Arts Awards              | Najpopularniejszy aktor (TV)     | Ryu Jun-yeol                  | Nominacja |
| 2016 | 52. Baeksang Arts Awards              | Najpopularniejsza aktorka (TV)   | Lee Hye-ri                    | Nominacja |
| 2016 | 52. Baeksang Arts Awards              | Najpopularniejsza aktorka (TV)   | Ryu Hye-young                 | Nominacja |
| 2016 | 52. Baeksang Arts Awards              | Najpopularniejsza aktorka (TV)   | Ra Mi-ran                     | Nominacja |
| 2016 | 4th Annual DramaFever Awards          | Best Rising Star                 | Park Bo-gum                   | Wygrana   |
| 2016 | 4th Annual DramaFever Awards          | Best Kiss                        | Park Bo-gum & Lee Hye-ri      | Wygrana   |
| 2016 | 11th Seoul International Drama Awards | Najlepszy miniserial             | Eungdaphara 1988              | Nominacja |
| 2016 | 5. APAN Star Awards                   | Najlepszy reżyser                | Shin Won-ho                   | Wygrana\  |
| 2016 | 5. APAN Star Awards                   | Najlepszy aktor drugoplanowy     | Choi Moo-sung                 | Nominacja |
| 2016 | 5. APAN Star Awards                   | Najlepsza aktorka drugoplanowa   | Kim Sun-young                 | Nominacja |
| 2016 | 5. APAN Star Awards                   | Najlepszy nowy aktor             | Park Bo-gum                   | Wygrana   |
| 2016 | 5. APAN Star Awards                   | Najlepsza nowa aktorka           | Lee Hye-ri                    | Wygrana   |
| 2016 | 9. Korea Drama Awards                 | Najlepszy nowy aktor             | Ahn Jae-hong                  | Nominacja |
| 2016 | 9. Korea Drama Awards                 | Najlepszy nowy aktor             | Lee Dong-hwi                  | Nominacja |
| 2016 | 9. Korea Drama Awards                 | Top Excellence Award, Actor      | Park Bo-gum                   | Nominacja |
| 2016 | 9. Korea Drama Awards                 | Najlepsza nowa aktorka           | Lee Hye-ri                    | Nominacja |
| 2016 | 9. Korea Drama Awards                 | Najlepsza ścieżka dźwiękowa      | Lee Juck („Don't Worry Dear”) | Nominacja |
| 2016 | tvN10 Awards                          | Grand Prize (Daesang), Drama     | Eungdaphara 1988              | Wygrana   |
| 2016 | tvN10 Awards                          | Best Content Award, Drama        | Eungdaphara 1988              | Wygrana   |
| 2016 | tvN10 Awards                          | Najlepszy aktor                  | Sung Dong-il                  | Nominacja |
| 2016 | tvN10 Awards                          | Special Acting Award             | Sung Dong-il                  | Wygrana   |
| 2016 | tvN10 Awards                          | Asia Star Award                  | Park Bo-gum                   | Wygrana   |
| 2016 | tvN10 Awards                          | Rising Star Award, Actor         | Ryu Jun-yeol                  | Wygrana   |
| 2016 | tvN10 Awards                          | Rising Star Award, Actress       | Lee Hye-ri                    | Wygrana   |
| 2016 | tvN10 Awards                          | Scene-Stealer, Actor             | Kim Sung-kyun                 | Wygrana   |
| 2016 | tvN10 Awards                          | Scene-Stealer, Actor             | Lee Dong-hwi                  | Nominacja |
| 2016 | tvN10 Awards                          | Scene-Stealer, Actress           | Ra Mi-ran                     | Wygrana   |
| 2016 | tvN10 Awards                          | Scene-Stealer, Actress           | Kim Sun-young                 | Nominacja |
| 2016 | tvN10 Awards                          | Scene-Stealer, Actress           | Lee Il-hwa                    | Nominacja |
| 2016 | tvN10 Awards                          | Scene-Stealer, Actress           | Ryu Hye-young                 | Nominacja |
| 2016 | tvN10 Awards                          | Made in tvN, Actor in Drama      | Park Bo-gum                   | Nominacja |
| 2016 | tvN10 Awards                          | Made in tvN, Actor in Drama      | Ryu Jun-yeol                  | Nominacja |
| 2016 | tvN10 Awards                          | Made in tvN, Actress in Drama    | Lee Hye-ri                    | Nominacja |
| 2016 | tvN10 Awards                          | Two Star Award                   | Go Kyung-pyo                  | Nominacja |
| 2016 | tvN10 Awards                          | Best Kiss                        | Park Bo-gum & Lee Hye-ri      | Nominacja |
| 2016 | 8. Melon Music Awards                 | Best OST                         | Oh Hyuk („A Little Girl”)     | Nominacja |
| 2016 | 18. Mnet Asian Music Awards           | Best OST                         | Lee Juck („Don't Worry Dear”) | Wygrana   |
| 2016 | 1st Asia Artist Awards                | Best Rookie Award, Actor         | Ryu Jun-yeol                  | Wygrana   |
| 2016 | 1st Asia Artist Awards                | Asia Star Award, Actor           | Park Bo-gum                   | Wygrana   |

## Oglądalność
| No. | Tytuł                                                                                              | Data emisji            | Oglądalność (AGB Nielsen) |
| --- | -------------------------------------------------------------------------------------------------- | ---------------------- | ------------------------- |
| 1   | Son-e sonjapgo (손에 손잡고)                                                                       | 6 listopada 2015(dts)  | 6,118%                    |
| 2   | Dangsin-i na-e daehae chakgakhaneun han gaji (당신이 나에 대해 착각하는 한 가지)                   | 7 listopada 2015(dts)  | 6,836%                    |
| 3   | Yujeonmujoe mujeon-yujoe (유전무죄 무전유죄)                                                       | 13 listopada 2015(dts) | 7,777%                    |
| 4   | Can't help ~ing                                                                                    | 14 listopada 2015(dts) | 8,251%                    |
| 5   | Woldongjunbi (월동준비)                                                                            | 20 listopada 2015(dts) | 10,145%                   |
| 6   | Cheos nun-i ondaguyo (첫 눈이 온다구요)                                                            | 21 listopada 2015(dts) | 9,263%                    |
| 7   | Geudaeege (그대에게)                                                                               | 27 listopada 2015(dts) | 11,035%                   |
| 8   | Ttatteushan mal hanmadi (따뜻한 말 한마디)                                                         | 28 listopada 2015(dts) | 11,293%                   |
| 9   | Seon-eul neomneundaneun geos (선을 넘는다는)                                                       | 4 grudnia 2015(dts)    | 11,563%                   |
| 10  | MEMORY                                                                                             | 5 grudnia 2015(dts)    | 13,365%                   |
| 11  | Se gaji yeeon (세 가지 예언)                                                                       | 11 grudnia 2015(dts)   | 12,228%                   |
| 12  | Nugungareul saranghandaneun geos-eun (누군가를 사랑한다는 것은)                                    | 12 grudnia 2015(dts)   | 13,060%                   |
| 13  | Syupeomaen-i dol-awassda (슈퍼맨이 돌아왔다)                                                       | 18 grudnia 2015(dts)   | 12,858%                   |
| 14  | Geokjeongmal-ayo geudae (걱정말아요 그대)                                                          | 19 grudnia 2015(dts)   | 15,133%                   |
| 15  | Sarang-gwa ujeong sai (사랑과 우정 사이)                                                           | 25 grudnia 2015(dts)   | 15,192%                   |
| 16  | Insaeng-iran aireoni - Ⅰ (인생이란 아이러니 - Ⅰ)                                                   | 26 grudnia 2015(dts)   | 15,372%                   |
| 17  | Insaeng-iran aireoni - Ⅱ (인생이란 아이러니 - Ⅱ)                                                   | 8 stycznia 2016(dts)   | 15,472%                   |
| 18  | Gusbai cheos-sarang (굿바이 첫사랑)                                                                | 9 stycznia 2016(dts)   | 17,191%                   |
| 19  | Dangsin-eun choeseon-eul dahaessda (당신은 최선을 다했다)                                          | 15 stycznia 2016(dts)  | 17,597%                   |
| 20  | Annyeong naui cheongchun gusbai ssangmundong (choejonghoe) (안녕 나의 청춘 굿바이 쌍문동 (최종회)) | 16 stycznia 2016(dts)  | 18,803%                   |